# Eliza McCardle Johnson
Elizabeth McCardle Johnson (Greeneville, Tennessee; 4 de outubro de 1810 — 15 de janeiro de 1876) foi a 18º primeira-dama dos Estados Unidos e a esposa de Andrew Johnson, o 17º presidente dos Estados Unidos.

## Primeira-dama dos Estados Unidos
Ela apoiou o marido em sua carreira política, mas tentou evitar aparições públicas. Durante a Guerra Civil Americana, as autoridades confederadas ordenaram que ela evacuasse sua casa em Greeneville; ela se refugiou em Nashville, Tennessee.
Poucos meses depois que seu marido se tornou presidente, ela se juntou a ele na Casa Branca, mas ela não pôde servir como primeira-dama devido à sua saúde debilitada por causa da tuberculose. Ela permaneceu confinada em seu quarto lá, deixando as tarefas sociais para sua filha Martha Johnson Patterson. Sra. Johnson apareceu publicamente como primeira-dama em apenas duas ocasiões - em uma recepção para a rainha Emma do Reino do Havaí em 2 de janeiro de 1866 e na festa de 59 anos do presidente em 29 de dezembro de 1867.

## Morte
Eliza estava com tuberculose. Devido à sua saúde debilitada, ela não foi capaz de servir como primeira-dama por muito tempo. Ela permaneceu em seu quarto a maior parte do tempo na Casa Branca, mas devido àquela condição fatal que tinha, morreu em 15 de janeiro de 1876, aos 65 anos. Sua morte ocorreu menos de seis meses após a de seu marido, que morreu em 31 de julho de 1875.